# Етьєн Каржа
Етьє́н Каржа́ (фр. Étienne Carjat, 28 березня 1828, Фарен, департамент Ен — 9 березня 1906, Париж) — французький художник-карикатурист, фотограф, журналіст та письменник.

## Біографія
Син консьєржки. Навчався фотографії у П'єра Петі. 1861 року відкрив власну майстерню на вулиці Лафіт у Парижі. Дружив з Гюставом Кюрбе та Шарлем Бодлером, залишив фотопортрет останнього (а також портретні фото Віктора Гюго, Александра Дюма, Россіні, Верді). Публікував карикатури в газеті «Діоген», в якій був співвидавцем. Мав товариські стосунки з Полем Верленом та Артюром Рембо, входив разом з ними в групу «Vilains Bonhommes», що об'єднувала також Теодора де Банвіля, Анрі Фантен-Латура та ін. Під час сварки 1872 року був поранений Артюром Рембо, після чого знищив кліше його фотографій, збереглися лише вісім світлин.
Підтримав Паризьку комуну, публікувався в революційній пресі. З 1875 року випускав журнал «Бульвар». Опублікував декілька сатиричних та біографічних книг. Залишив багату колекцію карикатур і фотографій.
Більша частина його спадщини як фотографа була втрачена після того, як її продали якомусь М. Роту.

## Галерея фото і карикатур

### Фото

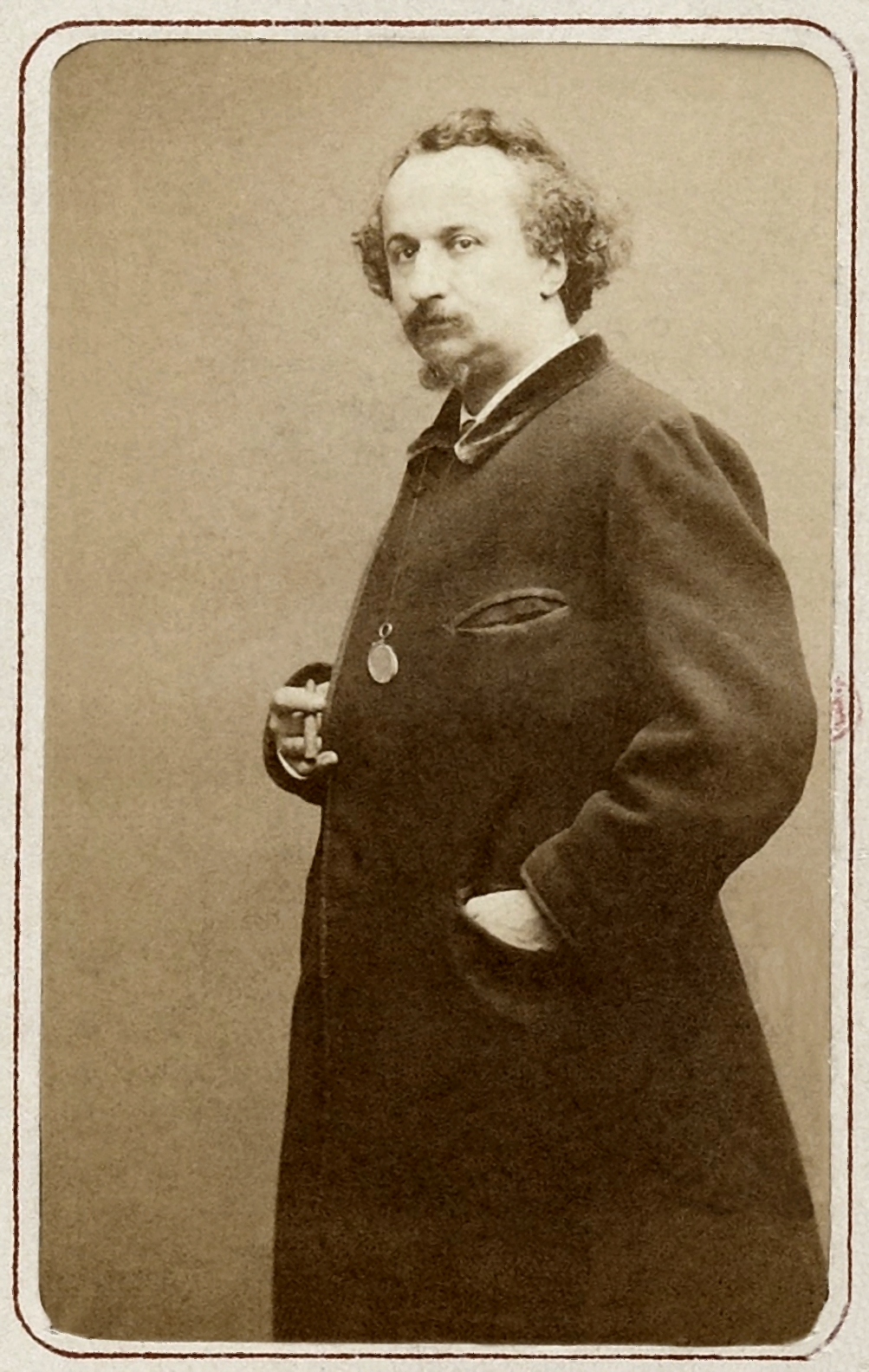
Етьєн Каржа, автопортрет
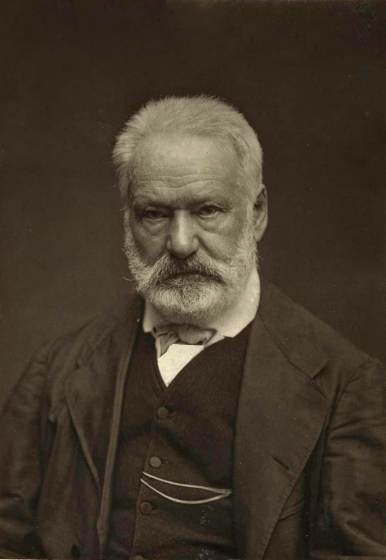
Віктор Гюго
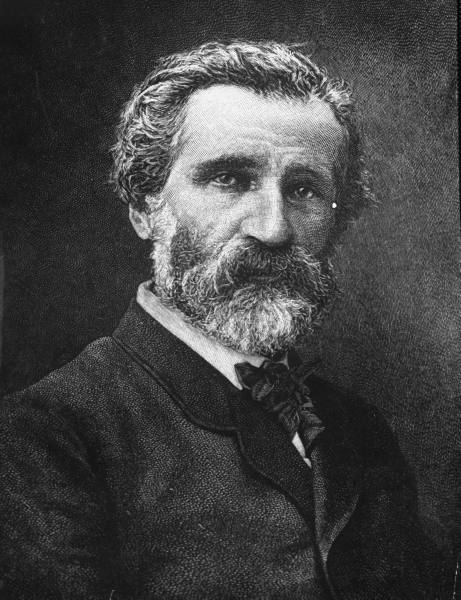
Джузеппе Верді
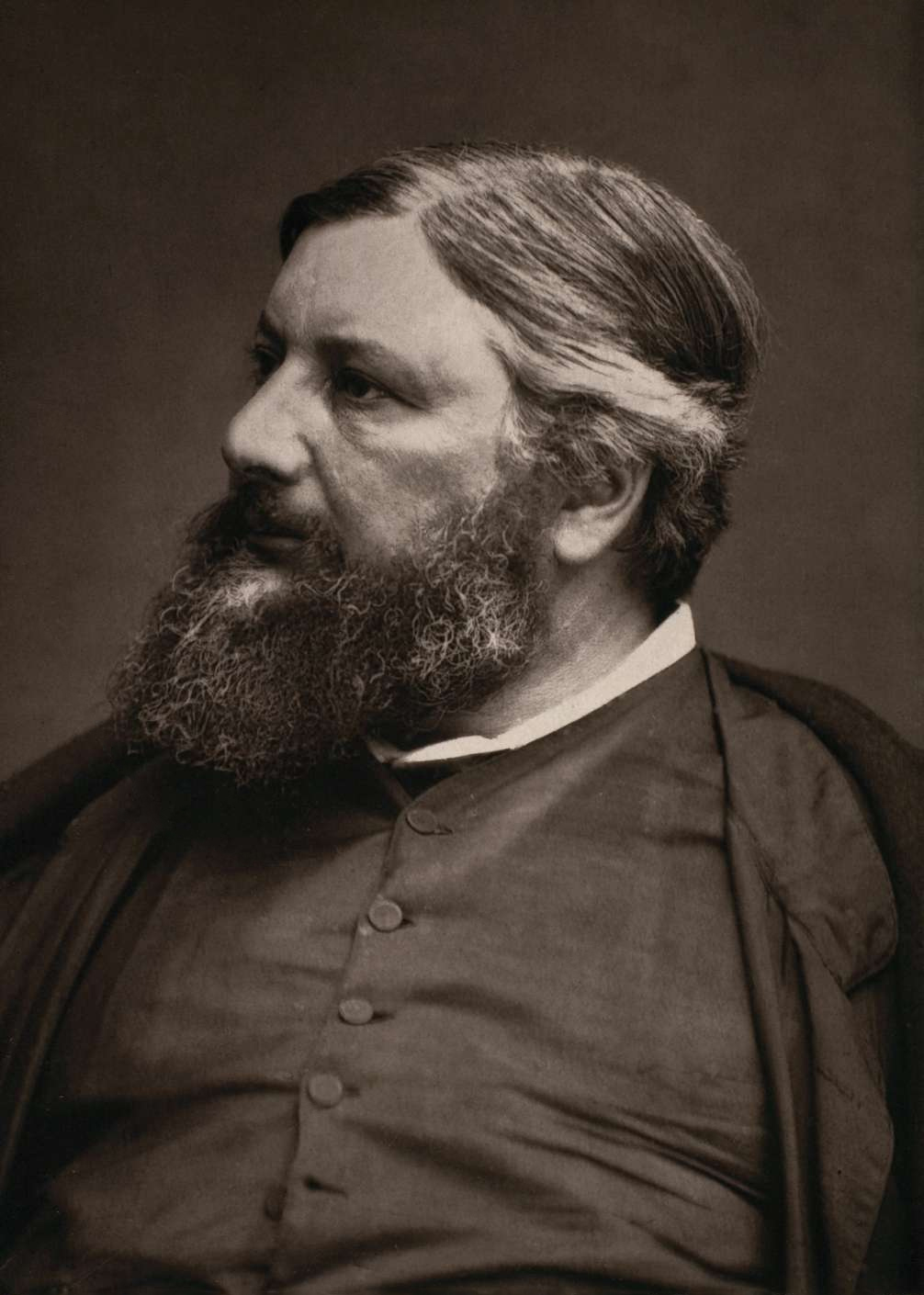
Гюстав Курбе
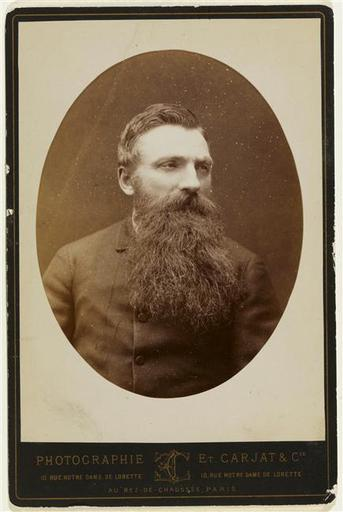
Огюст Роден
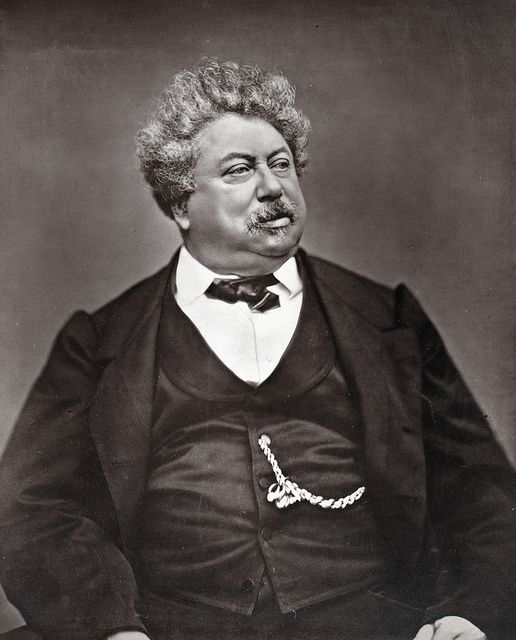
Александр Дюма (батько)
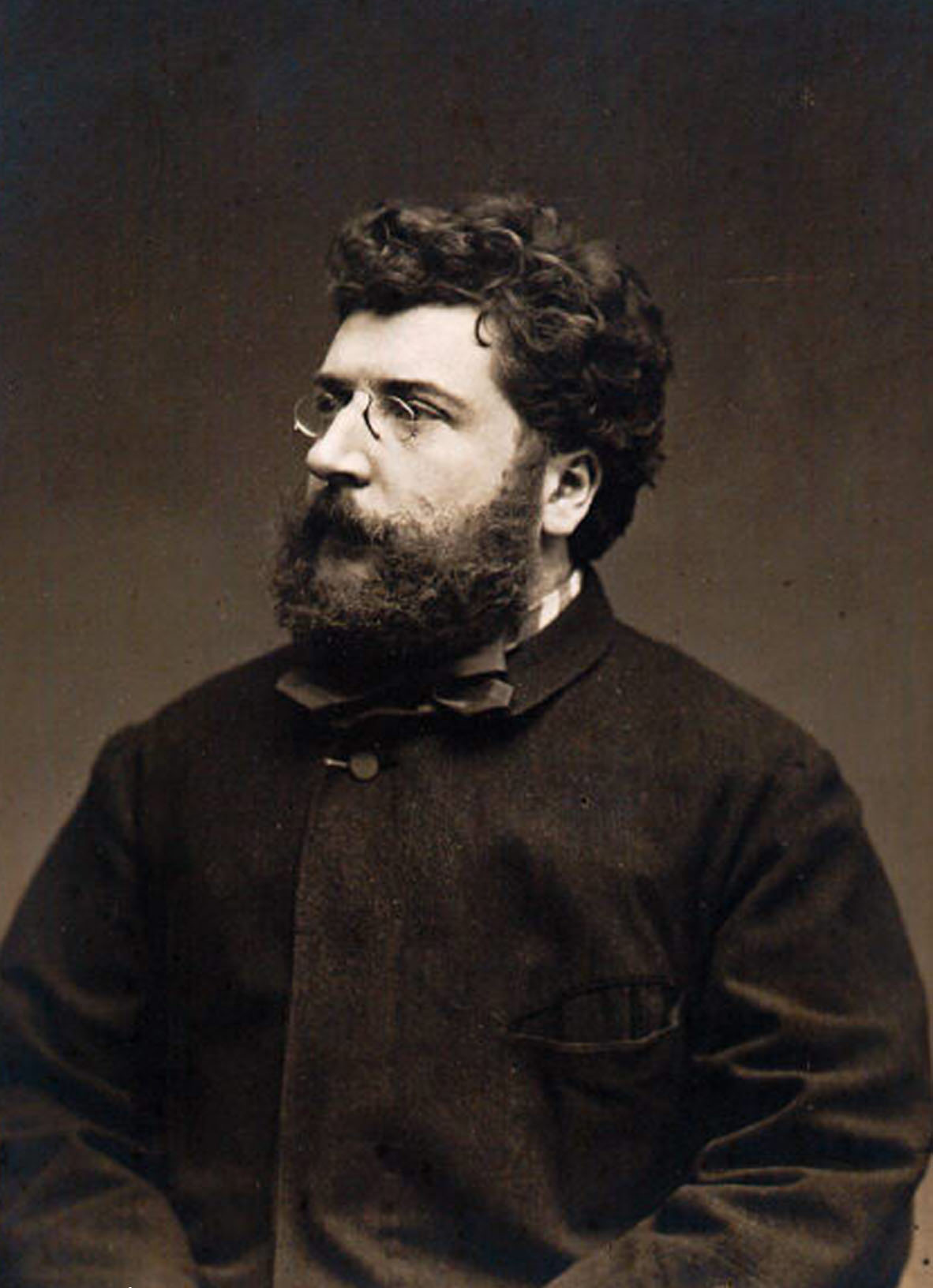
Жорж Бізе
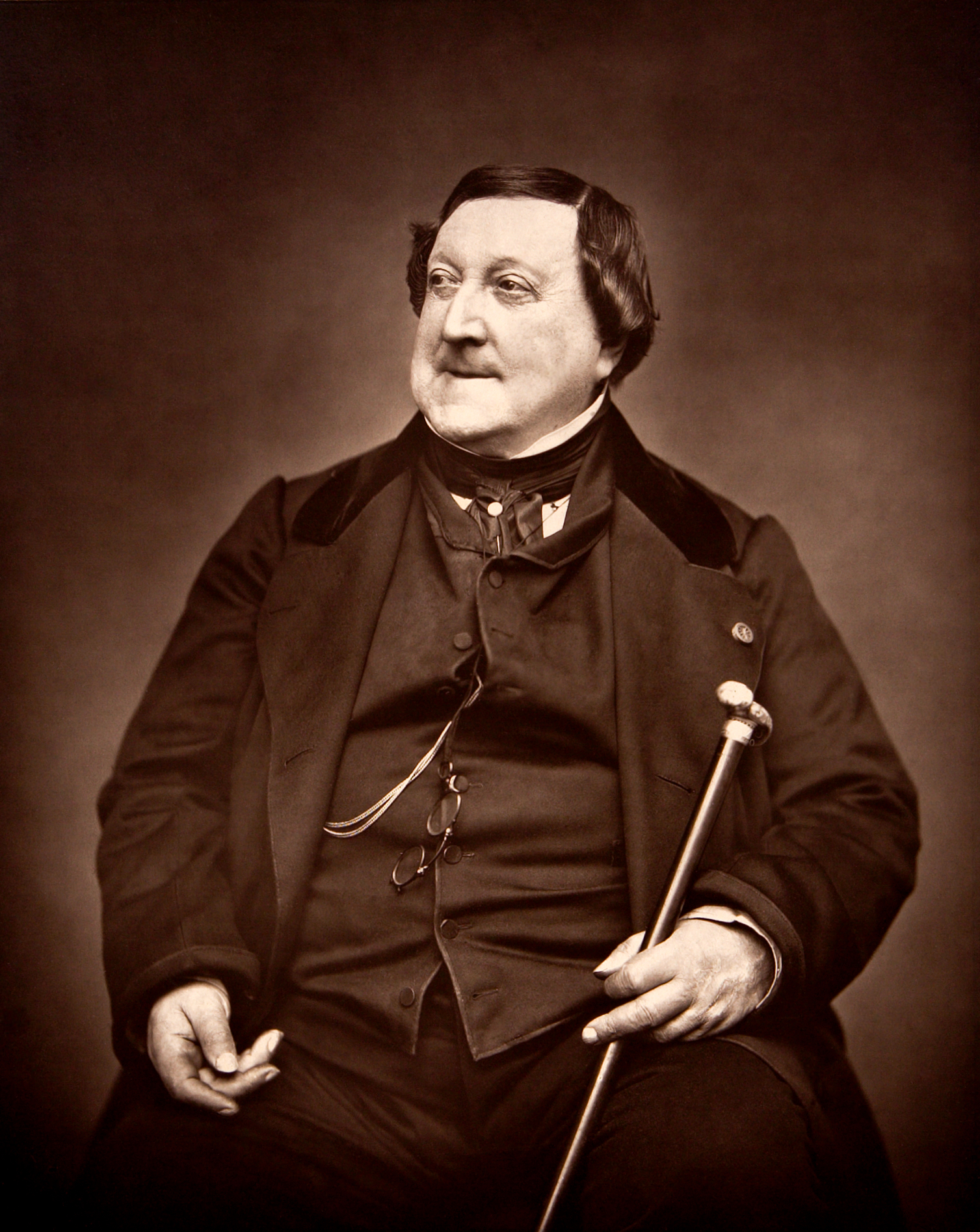
Джоаккіно Антоніо Россіні
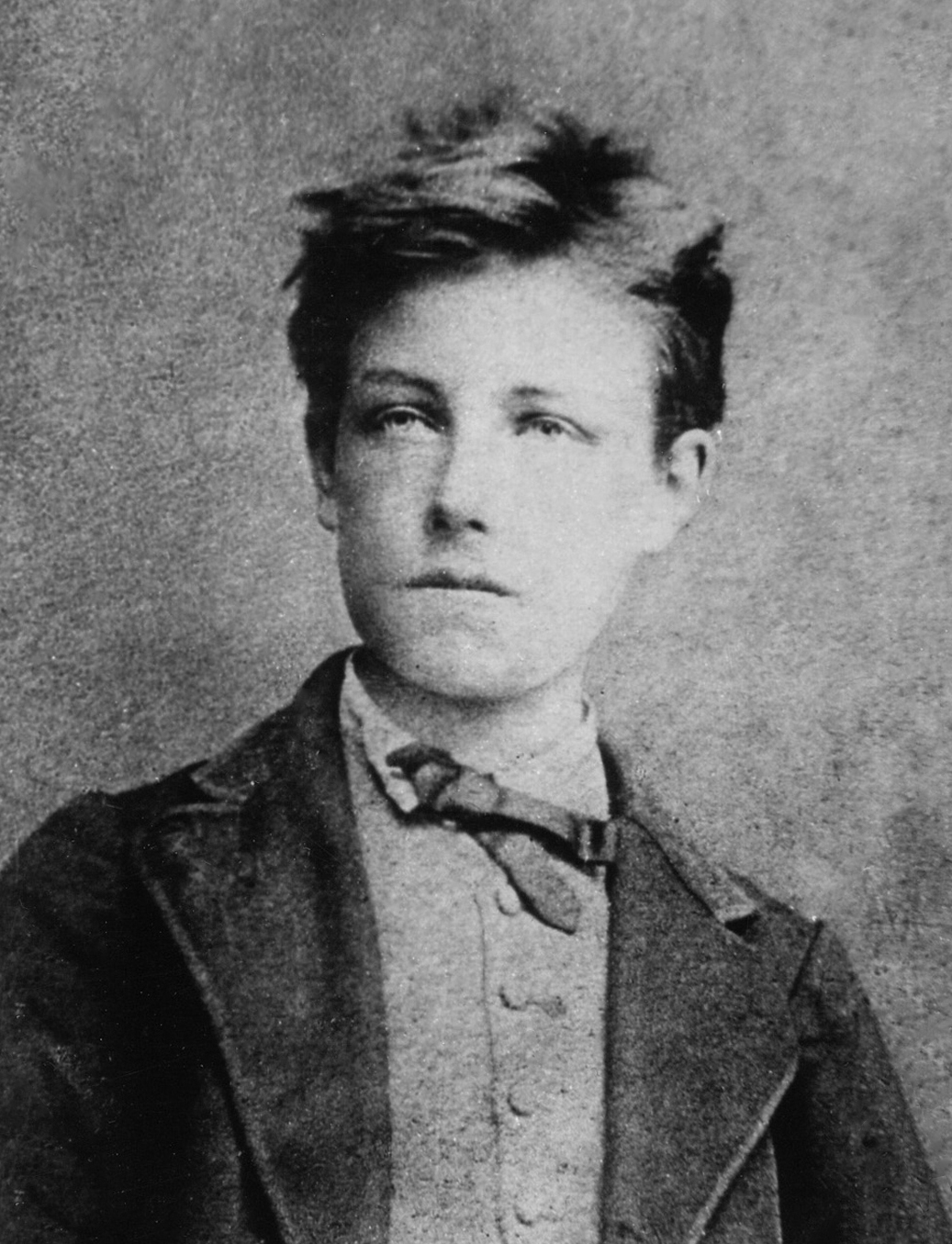
Артюр Рембо
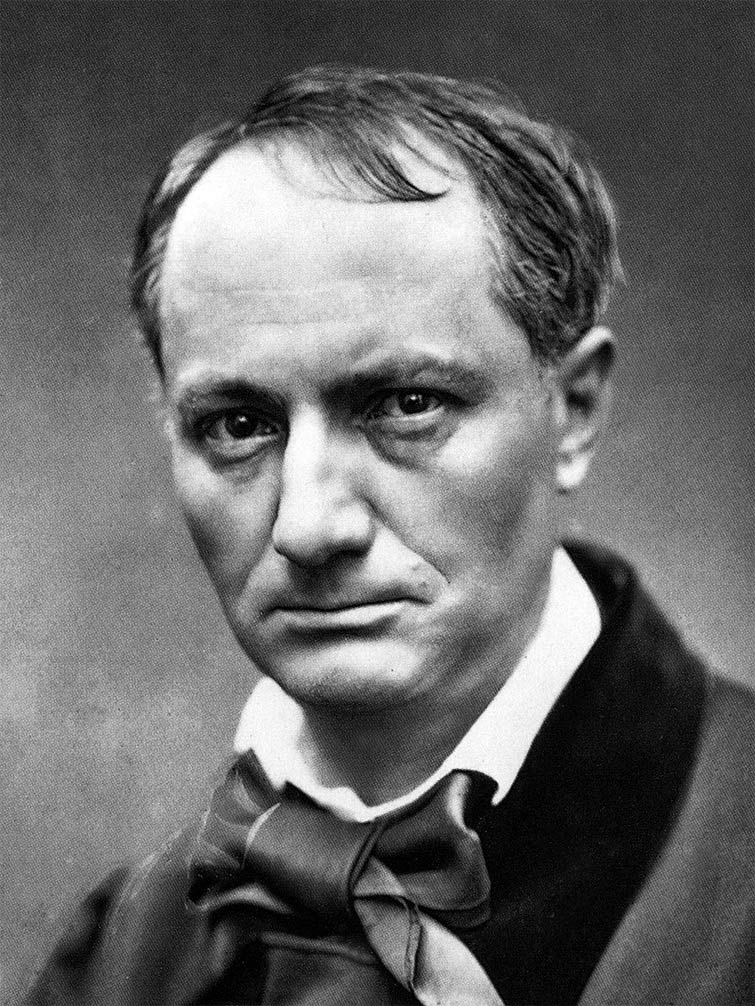
Шарль Бодлер
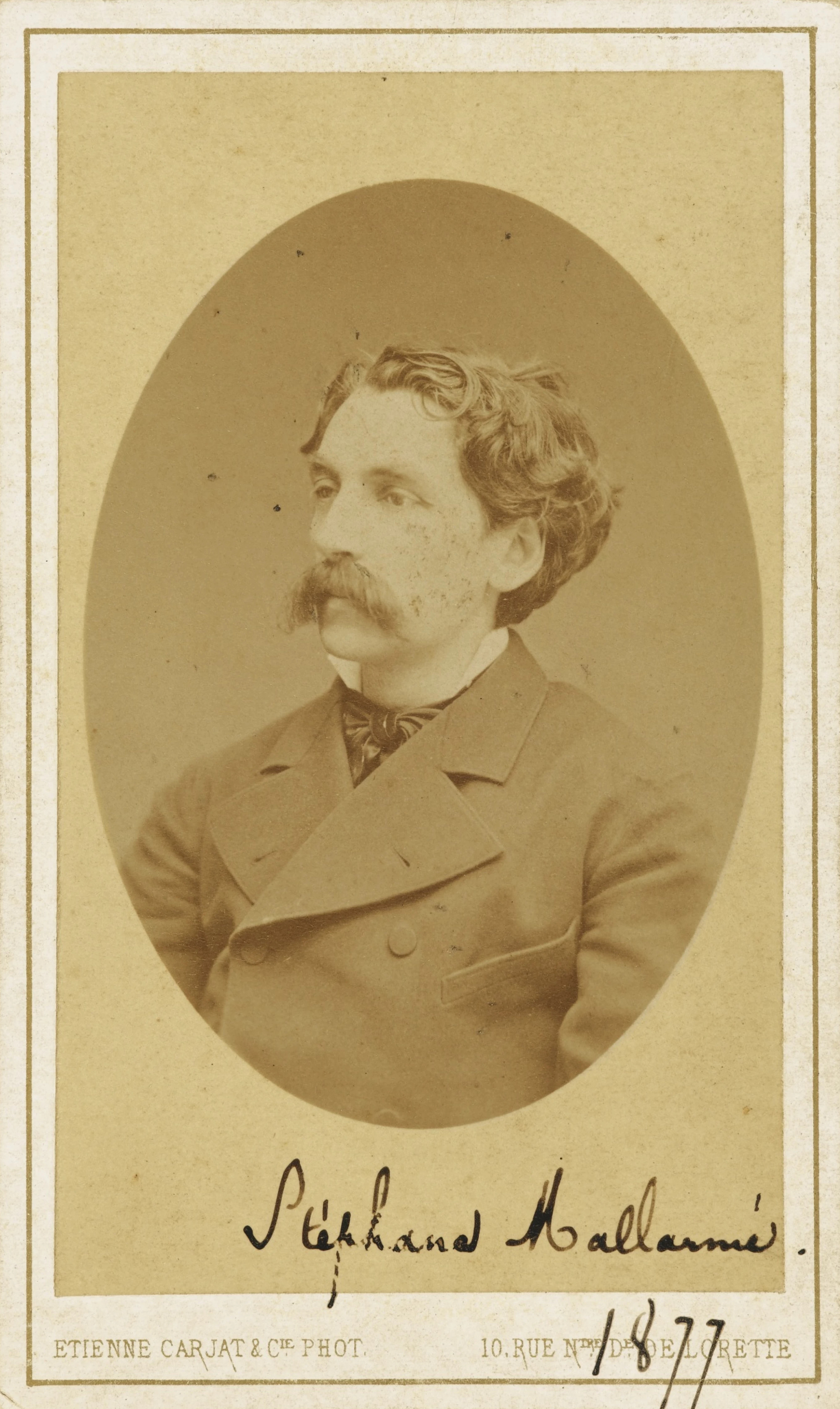
Стефан Малларме
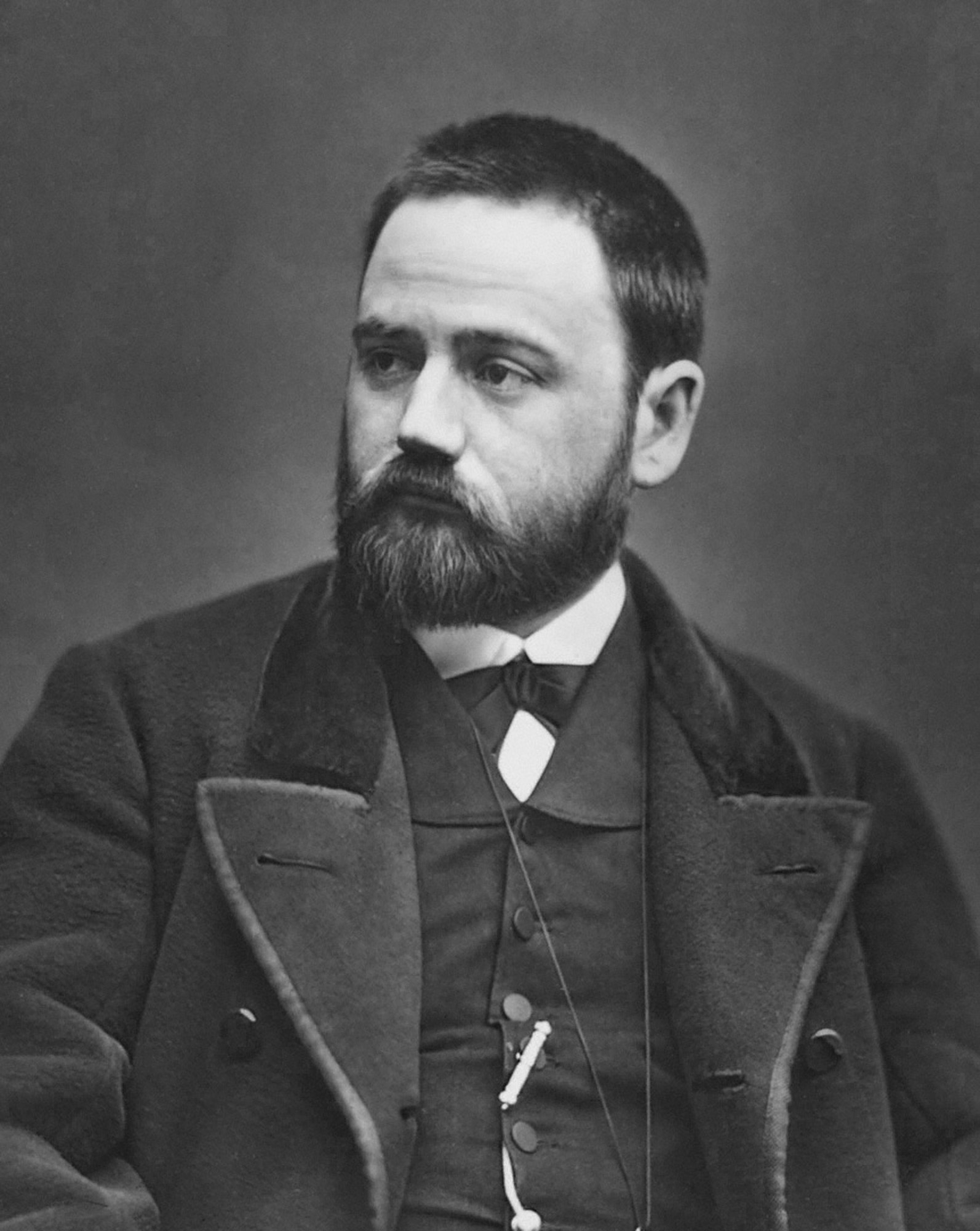
Еміль Золя
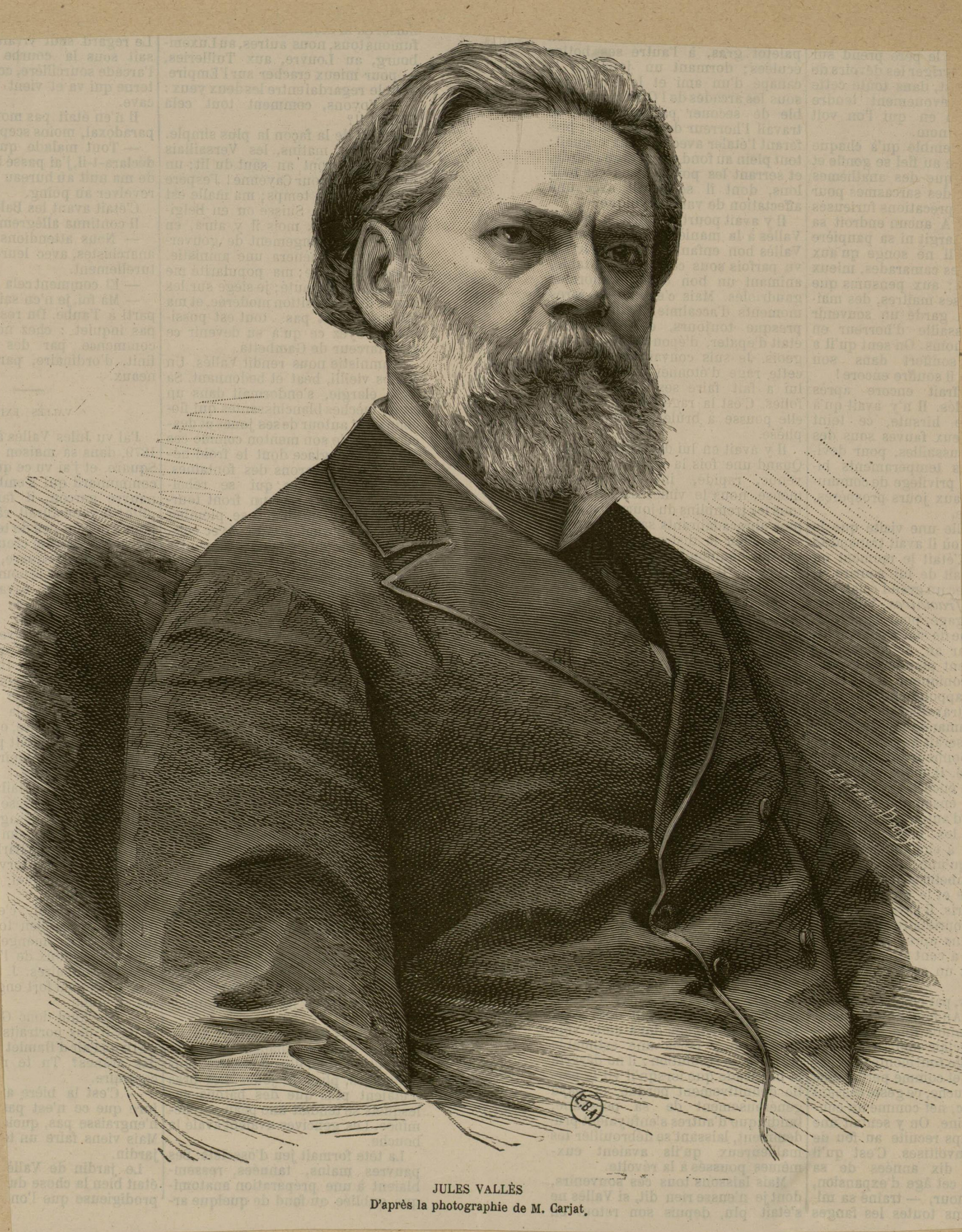
Жуль Валлес
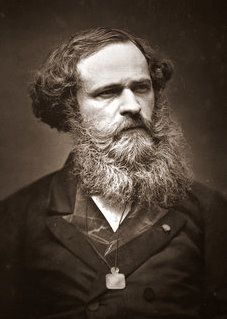
Арсен Уссе
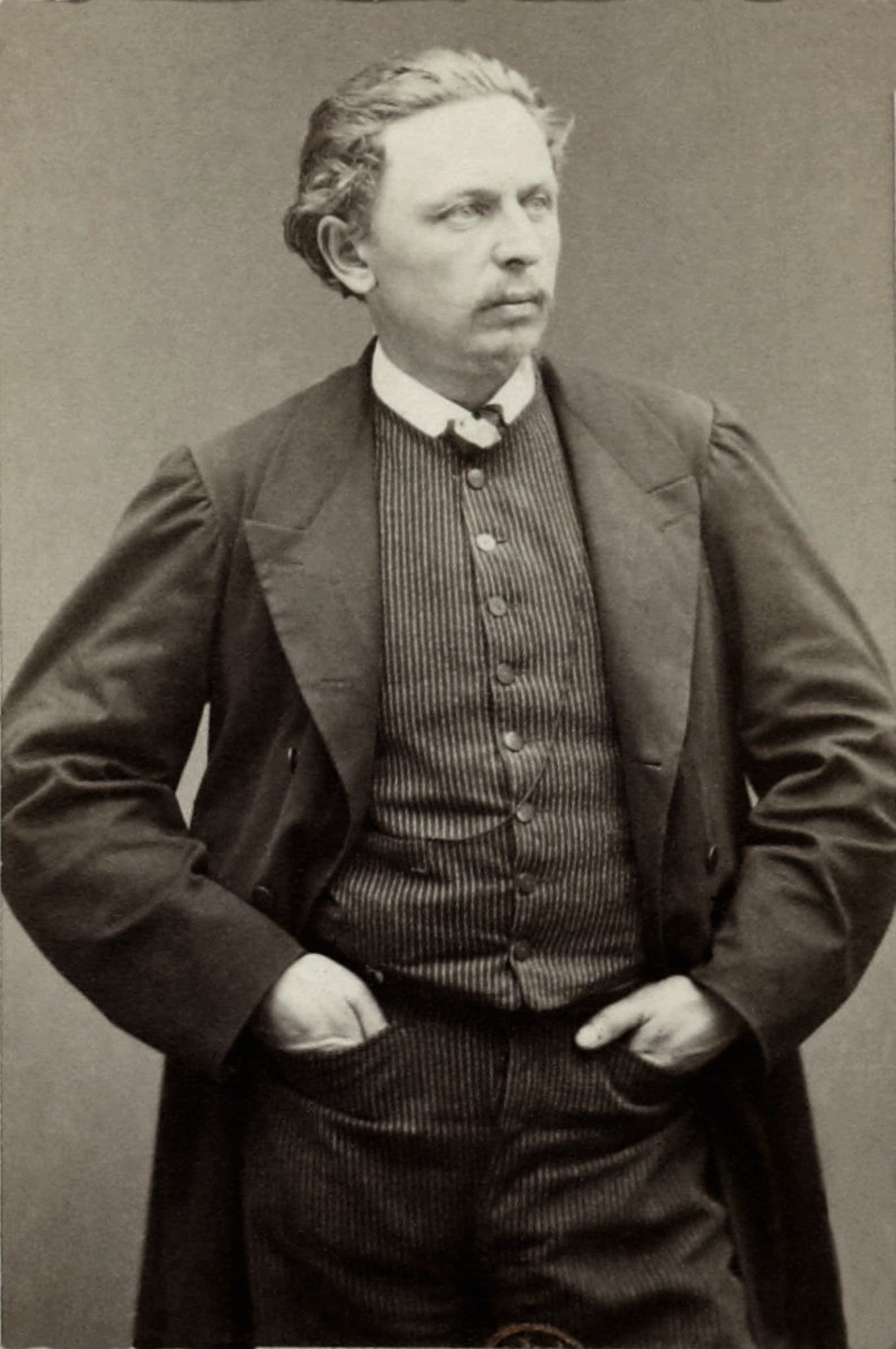
Еміль Бретон

### Карикатури

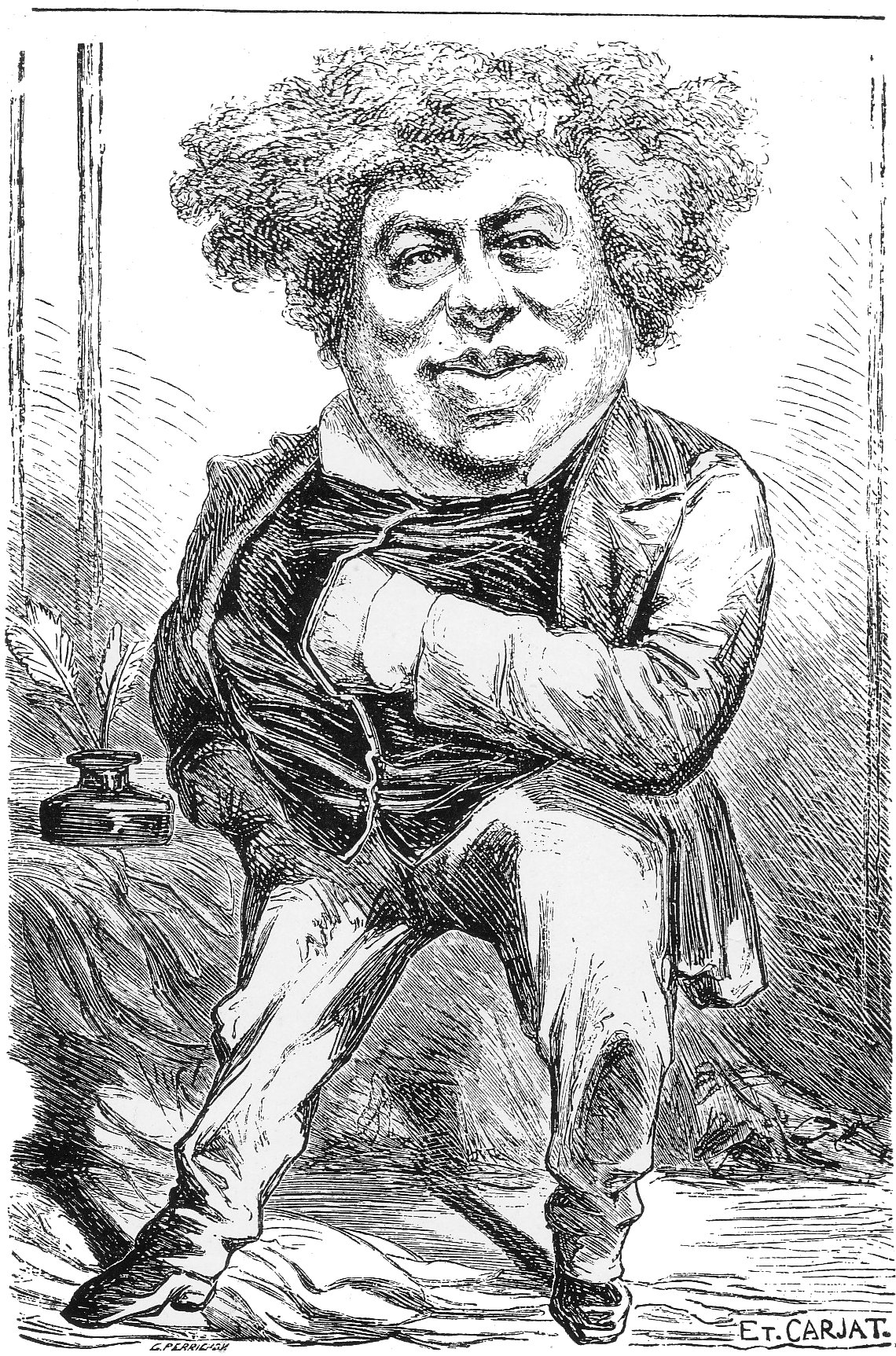
Александр Дюма (батько)
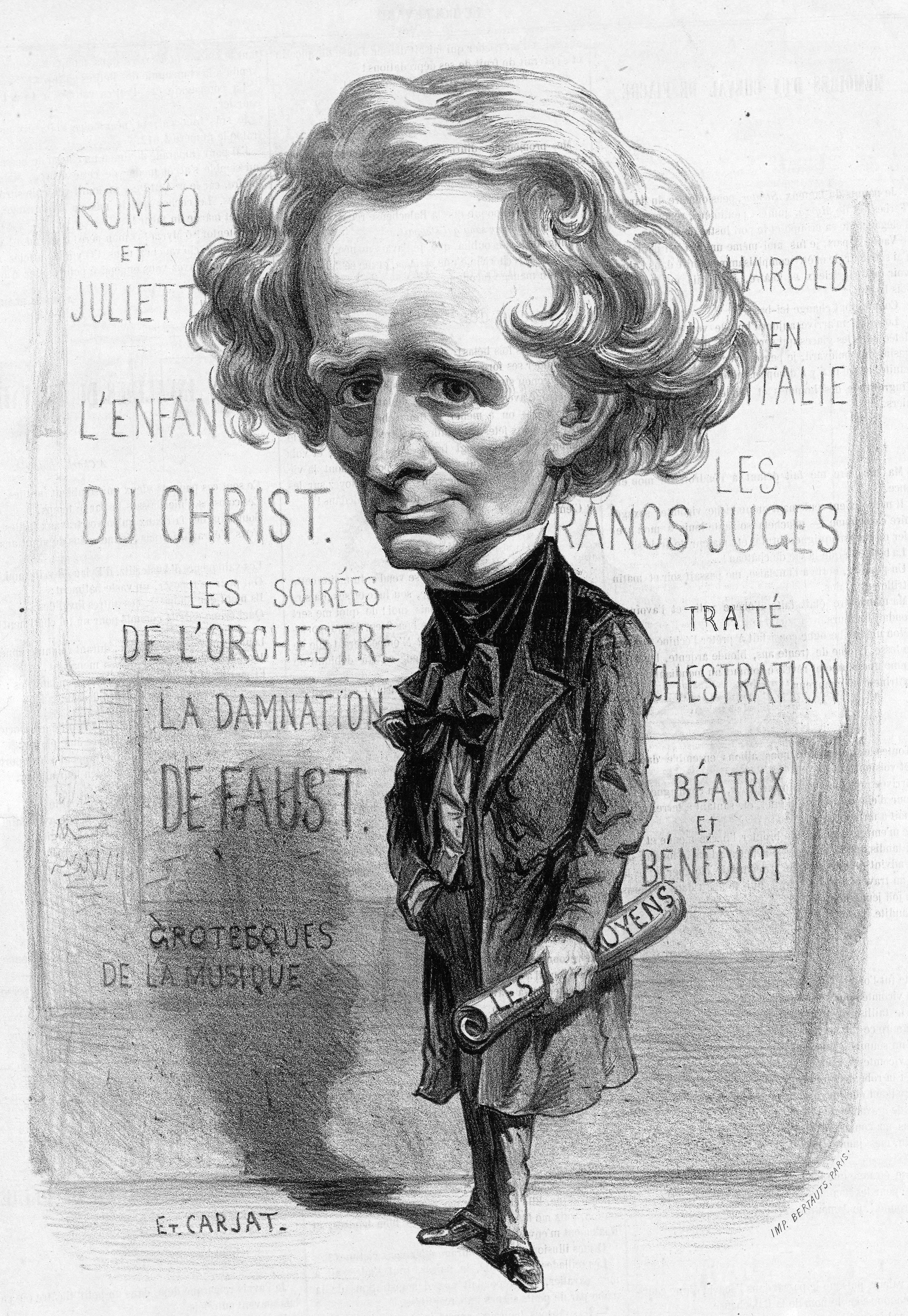
Гектор Берліоз
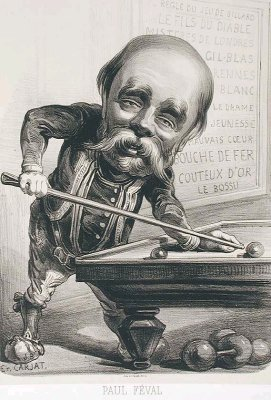
Поль Феваль
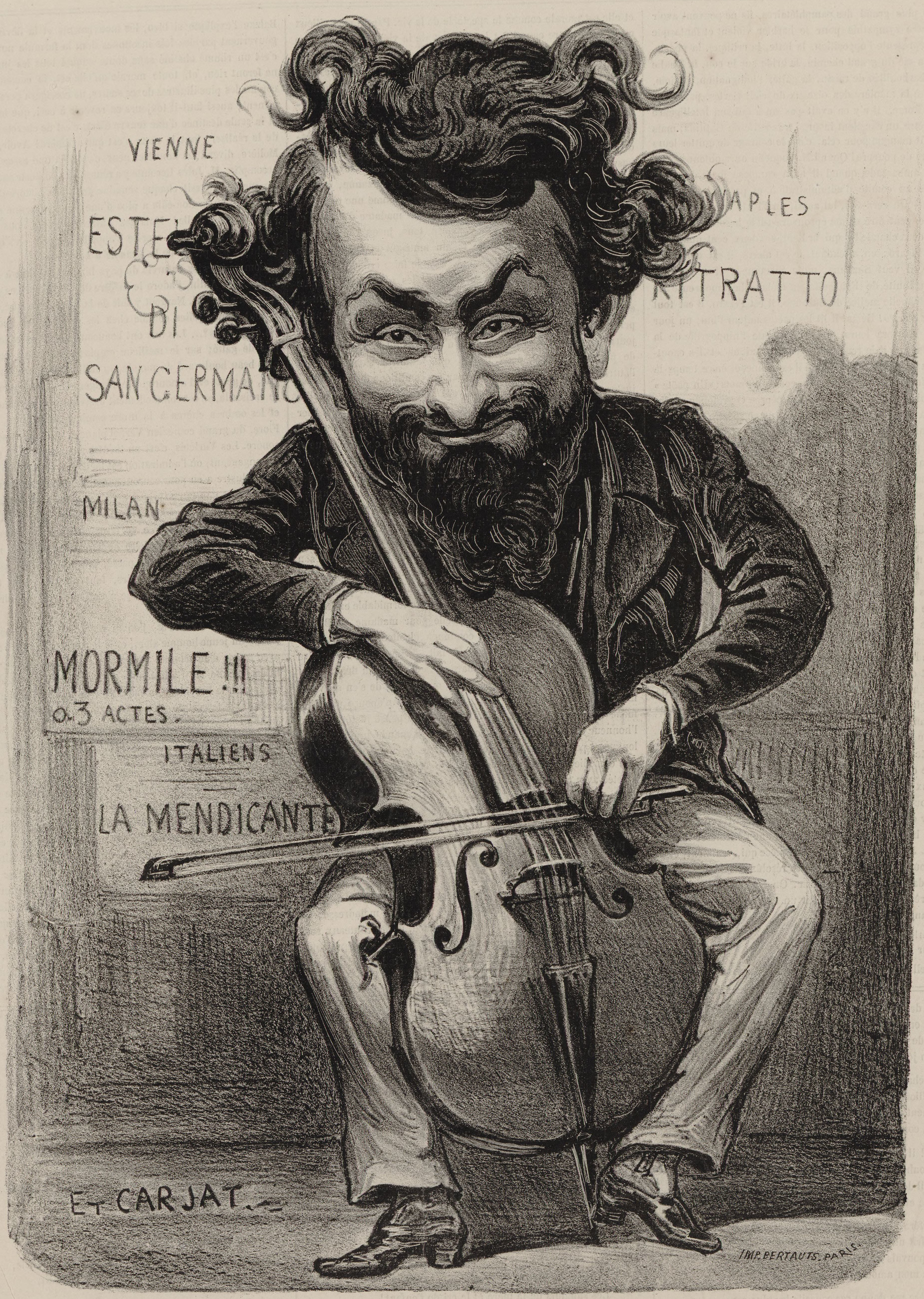
Гаетано Брага
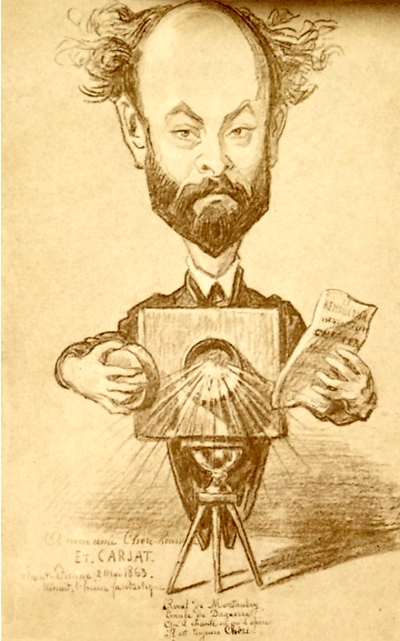
Франсуа Шері-Руссо

## Книжки
- «Croquis biographiques» (1858)
- «Les Mouches vertes, satire» (1868)
- «Peuple, prends garde à toi ! Satire électorale» (1875)
- «Artiste et citoyen, poésies» (1883, вірші, передмова Віктора Гюго)